# Enzersdorf an der Fischa
Pour les articles homonymes, voir Enzersdorf.
Enzersdorf an der Fischa est une commune autrichienne du district de Bruck an der Leitha en Basse-Autriche.

## Géographie
|                      | désignations                                                                                    |
| Localités            | - Enzersdorf an der Fischa (2 099 hab.) - Margarethen am Moos (1 392 hab.) - Unterwald (0 hab.) |
| Communes cadastrales | Enzersdorf an der Fischa, Margarethen am Moos et Unterwald                                      |